# Байгабил (Келеський район)
Байгаби́л (каз. Байғабыл) — село у складі Келеського району Туркестанської області Казахстану. Входить до складу Жамбильського сільського округу.
У радянські часи село називалось Отділення № 3 совхоза імені Джамбула.
Населення — 79 осіб (2021; 266 у 2009, 85 у 1999).